# Bell Bottom Blues
Singles de Derek and the Dominos
Tell the Truth
(1970) Layla
(1971)
Bell Bottom Blues est une chanson écrite par Eric Clapton et Bobby Whitlock, interprétée par Derek and the Dominos et qui apparaît sur le double album Layla and Other Assorted Love Songs sorti en 1970. Elle traite de l'amour unilatéral de Clapton pour Pattie Boyd, l'épouse de son ami George Harrison. Sortie en tant que single accompagnée de  Keep on Growing, la chanson atteint la quatre-vingt-onzième place du Billboard Hot 100 en 1971,. Re-sortie avec Little Wing, elle atteint la soixante-dix-huitième place du même classement.

## Contexte et enregistrement
Bell Bottom Blues est enregistrée avant que Duane Allman ne participe aux sessions de l'album Layla et Clapton est le seul guitariste,,. Clapton joue donc les différentes parties de guitare, notamment un solo dans le style de George Harrison et des harmoniques ressemblant à un son de carillon,,. Les autres musiciens sont Bobby Whitlock à l'orgue Hammond, Carl Radle à la basse et aux percussions et Jim Gordon à la batterie,. Whitlock chante aussi les chœurs,.